# Salva Kiir
Salva Kiir Mayardit, född 13 september 1951 i Gogrial i delstaten Gharb Bahr al-Ghazal (i dåvarande Anglo-egyptiska Sudan), är Sydsudans president sedan den 9 juli 2011. 
Han var tillsammans med John Garang en av grundarna av Sudanesiska folkets befrielserörelse (SPLM). Sedan Garang avled i en helikopterolycka har Kiir varit den ledande sydsudanesiska politikern.
2010 blev han vald till president för den autonoma regionen Sydsudan och sedan Sydsudan förklarades självständigt 2011 har han fungerat som landets president.
2013 sparkade Kiir sin vicepresident Riek Machar och anklagade honom för att ha försökt iscensätta en statskupp.
Konflikten mellan dem båda har underblåst rivaliteten mellan landets två största folkgrupper, dinka och nuer, och har lett till väpnad konflikt i landet.